# Buzara eurychrysa
Buzara eurychrysa là một loài bướm đêm trong họ Erebidae.